# مارتن راوشنبرغ
مارتن راوشنبرغ (بالدنماركية: Martin Rauschenberg)‏ (15 يناير 1992 في الدنمارك - ) هو لاعب كرة قدم دانمركي في مركز الدفاع. لعب مع ستيارنان وغيفلي ونادي إيسبيرغ.

## وصلات خارجية
- مارتن راوشنبرغ على موقع اتحاد السويد (السويدية)
- مارتن راوشنبرغ على موقع قاعدة بيانات كرة القدم.إي يو (الإنجليزية)
- مارتن راوشنبرغ على موقع Soccerway.com (الإنجليزية)